# Liste der Naturdenkmale in Weikersheim
| Naturdenkmale | Anzahl |
| ------------- | ------ |
| FND           | 9      |
| END           | 11     |
| Gesamt        | 20     |

Die Liste der Naturdenkmale in Weikersheim nennt die verordneten Naturdenkmale (ND) der im baden-württembergischen Main-Tauber-Kreis liegenden Stadt Weikersheim und deren Stadtteile (Elpersheim, Haagen, Honsbronn, Laudenbach, Nassau, Neubronn, Queckbronn und Schäftersheim).
In Weikersheim gibt es insgesamt zwanzig als Naturdenkmal geschützte Objekte, davon neun flächenhafte Naturdenkmale (FND) und elf Einzelgebilde-Naturdenkmale (END).
Stand: 1. November 2016.

## Flächenhafte Naturdenkmale (FND)
| Name                                | Bild | Kennung     | Einzelheiten                               | Position | Fläche Hektar | Datum         |
| ----------------------------------- | ---- | ----------- | ------------------------------------------ | -------- | ------------- | ------------- |
| Auewald Seewiesen                   |      | 81281260022 | Weikersheim Gemarkung Neubronn             | ⊙        | 0,5           | 10. März 1992 |
| Brutstätte für Eisvögel Stein       |      | 81281260015 | Weikersheim Gemarkung Elpersheim           | ⊙        | 0,8           | 21. Dez. 1981 |
| Felspartie Stein                    |      | 81281260024 | Weikersheim Gemarkung Schäftersheim        | ⊙        | 1,0           | 10. März 1992 |
| Feuchtgebiet Neubronn Sandgrube     |      | 81281260023 | Weikersheim Gemarkung Neubronn             | ⊙        | 0,0           | 10. März 1992 |
| Feuchtgebiet Seewiesen              |      | 81281260014 | Weikersheim Gemarkung Neubronn (Oberndorf) | ⊙        | 0,0           | 21. Dez. 1981 |
| Halbtrockenrasen Ameisloh II        |      | 81281260020 | Weikersheim Gemarkung Laudenbach           | ⊙        | 3,3           | 10. März 1992 |
| Hauptsandsteinbruch Obere Sandäcker |      | 81281260017 | Weikersheim Gemarkung Honsbronn-Bronn      | ⊙        | 1,2           | 10. März 1992 |
| Magerweide Ameisloh I               |      | 81281260019 | Weikersheim Gemarkung Laudenbach           | ⊙        | 1,2           | 10. März 1992 |
| Pflanzenstandort Oberer Berg        |      | 81281260021 | Weikersheim                                | ⊙        | 2,7           | 10. März 1992 |
| Legende für Naturdenkmal            |      |             |                                            |          |               |               |

## Einzelgebilde-Naturdenkmale (END)
| Name                                                  | Bild | Kennung     | Einzelheiten                          | Position | Fläche Hektar | Datum         |
| ----------------------------------------------------- | ---- | ----------- | ------------------------------------- | -------- | ------------- | ------------- |
| 1 Eiche Bronner Hölzle                                |      | 81281260004 | Weikersheim Gemarkung Honsbronn-Bronn | ⊙        | 0,0           | 21. Dez. 1981 |
| 1 Sommerlinde Mittelberg                              |      | 81281260001 | Weikersheim Gemarkung Elpersheim      | ⊙        | 0,0           | 21. Dez. 1981 |
| 1 Speierling Gemeindewald Dickele                     | BW   | 81281260011 | Weikersheim Gemarkung Schäftersheim   | ⊙        | 0,0           | 21. Dez. 1981 |
| 1 Speierling Gemeindewald Dickerle Distr. XIV, Abt. 4 | BW   | 81281260010 | Weikersheim Gemarkung Schäftersheim   | ⊙        | 0,0           | 21. Dez. 1981 |
| 1 Winterlinde Kleewiesen                              |      | 81281260002 | Weikersheim Gemarkung Haagen          | ⊙        | 0,0           | 21. Dez. 1981 |
| 1 Winterlinde „Linde Grabenweg“                       |      | 81281260025 | Weikersheim Gemarkung Schäftersheim   | ⊙        | 0,0           | 10. März 1992 |
| 1 Winterlinde „Linde Karlsberg“                       |      | 81281260018 | Weikersheim                           | ⊙        | 0,0           | 10. März 1992 |
| 14 Linden Karlsberg                                   |      | 81281260013 | Weikersheim                           | ⊙        | 0,0           | 21. Dez. 1981 |
| 2 Sommerlinden vor Bahnhofsgebäude                    |      | 81281260005 | Weikersheim Gemarkung Laudenbach      | ⊙        | 0,0           | 21. Dez. 1981 |
| Legende für Naturdenkmal                              |      |             |                                       |          |               |               |

## Ehemalige Einzelgebilde-Naturdenkmale
| Name                          | Bild | Kennung     | Einzelheiten                                                                                               | Position | Fläche Hektar | Datum         |
| ----------------------------- | ---- | ----------- | --- | -------- | ------------- | ------------- |
| 1 Linde Obere Gasse           |      | 81281260009 | Weikersheim Gemarkung Schäftersheim; 2020 nicht mehr vorhanden                                             | ⊙        | 0,0           | 21. Dez. 1981 |
| 1 Winterlinde Ortsmitte Bronn |      | 81281260003 | Weikersheim Gemarkung Honsbronn-Bronn; 2017 nicht mehr vorhanden; neben dem alten Baumstumpf neu gepflanzt | ⊙        | 0,0           | 21. Dez. 1981 |
| Legende für Naturdenkmal      |      |             | |          |               |               |